# Ambystoma andersoni
Ambystoma andersoni é uma espécie de anfíbio caudado pertencente à família Ambystomatidae. Esta espécie requer um habitat de água doce fresca e limpa e encontra-se apenas no lago Zacapu e riachos associados ao lago, no estado de Michoacán, México. Alimenta-se principalmente de caracóis e lagostins.
A espécie encontra-se ameaçada por destruição de habitat, devido ao aumento de poluição no lago, considerando-se também negativas a pesca da própria espécie e a introdução de espécies de peixes predatórias. Encontra-se provavelmente em declínio.